# Bystré u Poličky
Bystré (deutsch Bistrau) ist eine Stadt in Tschechien. Sie liegt elf Kilometer südöstlich von Polička im Bergland der Oberen Swratka und gehört zum Okres Svitavy.

## Geographie

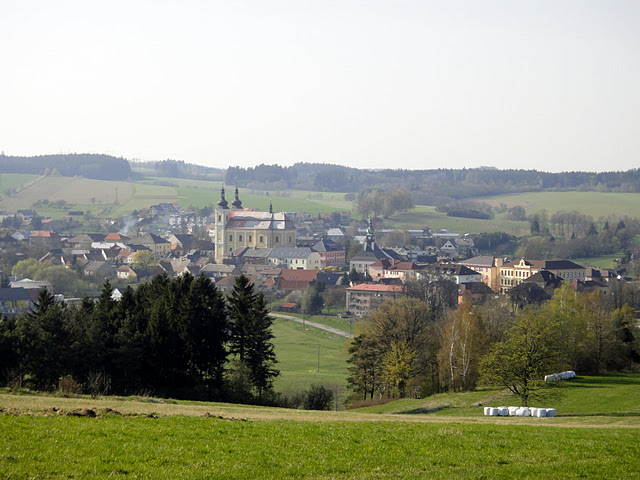
Ortsansicht

Bystré befindet sich am Oberlauf des Bysterský potok. Nachbarorte sind Dolní Jedlová und Čtyří Dvory im Norden, Hamry im Nordosten, Hartmanice im Osten, Nyklovice im Süden, Sulkovec im Südwesten, Nedvězí und Nedvězíčko im Westen sowie Horní Jedlová im Nordwesten.

## Geschichte
Erstmals erwähnt wurde der Ort in der Prodromus Moravographiae von Jan Tomáš Pešina z Čechorodu, nach der im Jahre 1012 in der Schlacht am Platz U Kostelíčka polnische Truppen ein böhmisches Heer besiegten und das Dorf Bystré niedergebrannt wurde. Der Ort entstand wieder und wurde 1098 auch durch Václav Hájek z Libočan erwähnt. Nach Palacký erhielt der herzögliche Jäger Beneš Mokošínský z Mokošína die wüste Dorfstatt um 1097 von Břetislav II. zur Wiederbesiedlung überlassen. Die Mokošínský besaßen die Herrschaft bis 1213, danach fiel sie an Zawisch von Falkenstein, der sie Svojanov zuschlug.
Nach dessen Hinrichtung wurde Bystré böhmischer Kronbesitz und die erste urkundliche Erwähnung erfolgte 1349 durch Ernst von Pardubitz, der beim Papst Clemens VI. um Überweisung der Pfarre zu Diözese Leitomischl ersuchte. Der Burggraf von Svojanov Michálka von Vlašim erhob Bystré im 14. Jahrhundert zur Stadt. Anschließend erhielt Ulrich von Boskowitz Svojanov mit Bystré übertragen. 1512 folgte den Boskowitzern Nikolaus Trčka von Lípa, 1457 Hertvik Žehušický von Nestajov, 1569 Hertvik Žehušický von Riesenburg und 1576 Johann Hartwig Zeydlitz von Schönfeld. 1582 wurde die Herrschaft Bystré von Svojanov abgetrennt und an Johann von Kolowrat-Bezdružicky veräußert; sie umfasste die Dörfer Korouhev, Jedlová, Hartmanice, Hlásnice, Trpín, Předměstí, Kněževes, Lhota, Studenec, Hutě, Vítějeves, Bělá, Půlpecen, Brněnec und Chrastavec. Johann von Kolowrat ließ in Bystré ein Renaissanceschloss errichten.

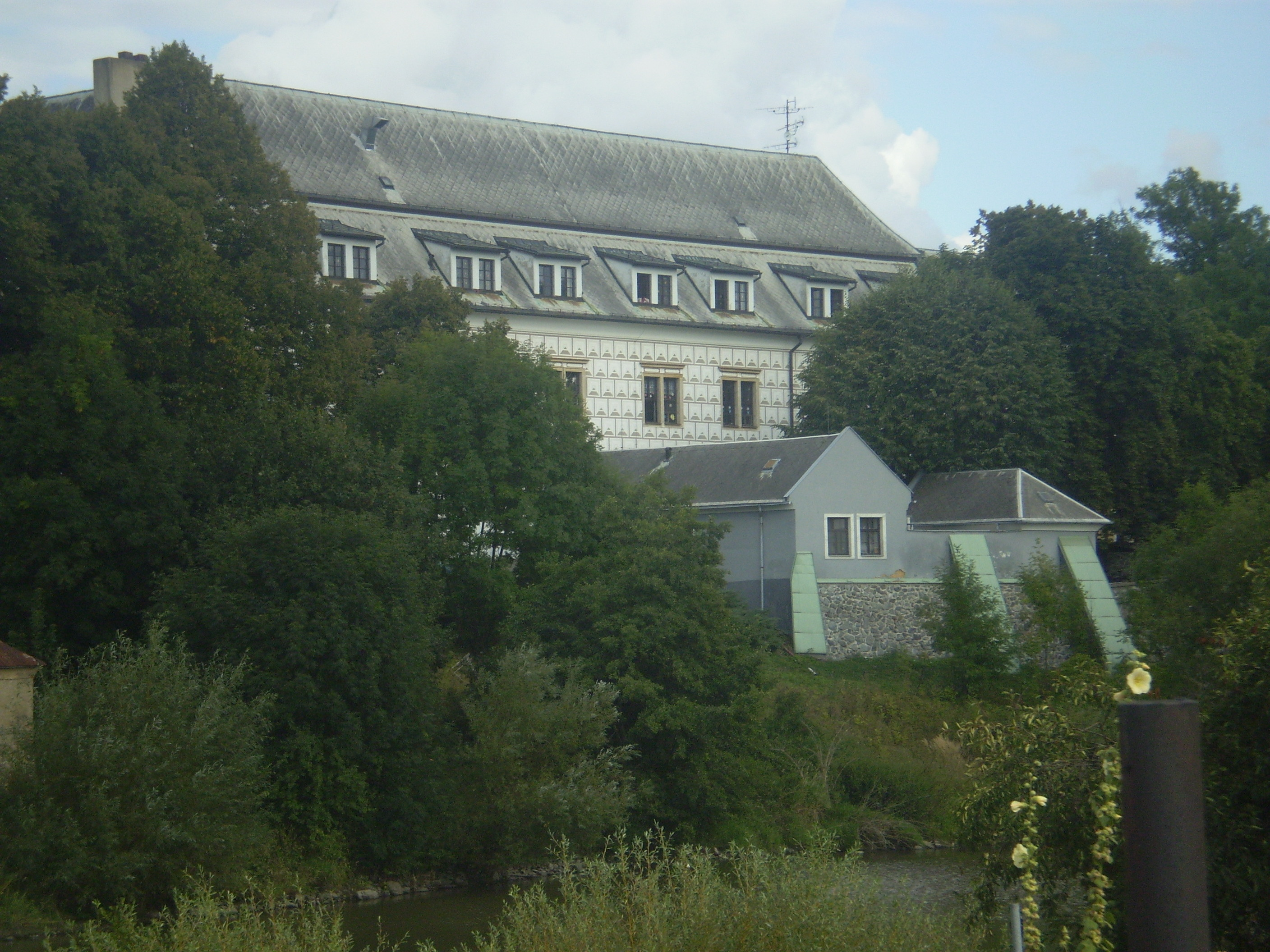
Schloss Bistrau

Weitere Besitzer waren ab 1642 Ulrich Franz von Kolowrat-Liebsteinsky, ab 1650 die Grafen die Martinic und an 1685 Johann Paul Graf Walderode von Eckhusen. 1712 erwarb Reichsgraf Jakob Hannibal III. von Hohenems die Herrschaft Bistrau im Austausch gegen Vaduz. Der Besitz der 1759 im Mannesstamme erloschenen Grafen von Hohenems ging 1806 an Maria Walpurga Reichsgräfin Truchses-Zeil-Waldburg über. Von 1803 bis 1807 befanden sich die Handschriften A und C des Nibelungenliedes im Besitz der Reichsgräfin im Schloss Bistrau. Nachdem Maria Walpurga 1828 ohne Erben verstorben war, machten mehrere Verwandte Ansprüche auf die Herrschaft geltend. Da zugleich strittig war, ob es sich bei der Herrschaft Bistrau um ein Allod oder Fideikommiss handelte, wurde ein Verwalter bestellt. Schließlich erbte 1848 Ernestine Freiin von Langet, eine Urenkelin von Franz Rudolph von Hohenems die Herrschaft. Nach der Aufhebung der Patrimonialherrschaften wurde Bistrau ab 1848 zu einer selbstständigen Stadt.
Unter Ernestine von Langet wurde das Schloss Frischberg in Bistrau ab 1848 zu einem Treffpunkt von Künstlern und Schriftstellern. Nach ihrem Tode im Jahre 1868 fiel der Fideikommiss an Franz Joseph I.
Das Schloss wurde nach dem Ende des Zweiten Weltkrieges zunächst als Internierungslager und danach als Internat genutzt.
Hamry wurde 1976 eingemeindet. Im Jahre 1999 war Bystré Gründungsmitglied der European Cultural Villages.

## Ortsgliederung
Die Stadt Bystré besteht aus den Ortsteilen Bystré (Bistrau) und Hamry (Hammergrund).

## Sehenswürdigkeiten
- Pfarrkirche Johannes des Täufers, 1732 unter Graf Franz Rudolph von Hohenems barock umgestaltet
- Schloss Frischberg
- barocke Bürgerhäuser
- Rathaus
- Pfarrhaus
- Hartmannitzer Kapelle, östlich über der Stadt